# Ploskaja (dal)
Ploskaja är en dal i Antarktis. Den ligger i Östantarktis. Australien gör anspråk på området.